# Trub
Trub é uma comuna da Suíça, situada no distrito administrativo de Emmental, no cantão de Berna. Tem 62,0 km² de área e sua população em 2018 foi estimada em 1.325 habitantes.